# Бача-пош
Бача-пош (перс. بچه پوش‎ — «одетая как мальчик») — культурная практика, распространённая в Афганистане и Пакистане: в семьях, в которых нет сыновей, одну из дочерей временно одевают мальчиком и считают таковым. 
Бача-пош позволяет девочкам некоторое время иметь больше свободы, получать доступ к образованию, а семье — избегать социальной стигмы, связанной с отсутствием сыновей.

## Происхождение
Традиции бача-пош многие века, и она всё ещё жива. Возможно, она началась с того, что женщины стали переодеваться в мужчин, чтобы сражаться или защищаться. Историк Нэнси Дюпре сообщила репортёру из The New York Times о том, что видела фотографию начала XX века (правление Хабибуллы-хана), на которой женщины, одетые в мужские костюмы, охраняют гарем правителя, так как по закону ни женщины, ни мужчины не могли быть охранниками.

## Общие сведения о практике
В Афганистане и Пакистане на семью, не имеющую сына, оказывают социальное давление, так как сын является продолжателем рода и наследником имущества отца. Кроме того, считается, что женщина может влиять на пол своих детей, поэтому в случае рождения дочери она подвергается дополнительному давлению. В отсутствие сына родители могут переодеть одну из дочерей в мужскую одежду; кроме того, имеется суеверие, согласно которому бача-пош может «вызвать» появление сына в следующую беременность.
Бача-пош живёт как мальчик, одевается в мужскую одежду, ей коротко стригут волосы, ей дают мужское имя. Целью этого не является введение окружающих в заблуждение, так как многие, включая учителей, знают о том, что ребёнок на самом деле женского пола. В своём доме бача-пош занимает промежуточное положение между дочерью и сыном, к примеру, ей не нужно убирать и готовить, как остальным девочкам. Бача-пош гораздо проще получить образование, вести дела, заниматься спортом, работать и свободно передвигаться в общественных местах; она также может сопровождать сестёр вместо мужчины.
Обычно девочку возвращают к женскому образу жизни тогда, когда у неё начинается половое созревание. В дальнейшей жизни многие бывшие бача-пош испытывают трудности, связанные с тем, что они не привыкли к ограничениям, накладываемым на женщин в афганском обществе.
Законодательница Азиза Рафаат, избранная в Национальную ассамблею Афганистана от провинции Бадгис, не имела сыновей и сделала одну из своих дочерей «бача-пош». Она сообщила репортёрам, что подобные вещи в Афганистане не столь немыслимы, как на Западе.
Согласно сообщениям в начале 2010-х, количество бача-пош росло. Это общепризнанная[кем?] практика, хотя из-за отсутствия официальных подсчётов неизвестно, сколько девочек живёт часть жизни в мужском обличье; она считается[кем?] разумным решением проблемы с отсутствием мальчика в семье.

## Мотивация и результат
Клинический психолог и специалист по психологии развития Диана Эренсафт (англ. Diane Ehrensaft) считает, что бача-пош ведут себя не в соответствии со своей гендерной принадлежностью, а в соответствии с ожиданиями родителей. Родители, по её словам, предлагают дочерям привилегии, которых они больше никак не получат — бегать и играть на улице, ездить на велосипеде; девочки, в свою очередь, жалуются, что им некомфортно среди мальчиков и хочется стать девочкой снова.
После жизни в качестве бача-пош большинство испытывают трудности социализации при общении с девочками, так как бывшим бача-пош привычнее общаться с мальчиками. Элаха, бывшая бача-пош на протяжении 20 лет и ставшая снова женщиной перед поступлением в университет, сообщила Би-би-си, что вернулась в женскую одежду лишь из-за традиций общества. Бача-пош должны вести себя как мальчики в период формирования личности, соответственно, они вырастают подобными мужчинам. Некоторые сообщают, что чувствуют, как будто они потеряли важные детские воспоминания и свою женскую личность. Другие говорят, что им нравилось быть более свободными, чем если бы они были афганскими девочками. Многие бача-пош не хотят становиться женщинами обратно.
Идут споры о том, помогает ли обычай бача-пош женщинам в дальнейшей жизни или психологический вред от неё перевешивает. Активисты утверждают, что проблема не в само́й практике переодевания, а в проблемах с правами афганских женщин в целом.

## Возвращение в женскую роль
Когда бача-пош входят в брачный возраст (17—20 лет), они обычно снова начинают играть женскую роль, хотя в редких случаях переход может затянуться. Зачастую переход инициируют родители, когда устраивают дочери свадьбу. Многие бача-пош не хотят выходить замуж, страшась общественного давления и насилия со стороны мужа. Кроме того, так как бача-пош росли как мальчики, то они не отводят взгляд при разговоре, не умеют заниматься традиционными домашними делами (готовить, шить) и не знают многих обязательных в афганском обществе для женщины вещей.

## В искусстве
В фильме «Усама», снятом в 2003 году в Афганистане (режиссёр и сценарист — Сиддик Бармак), рассказывается о девочке, жившей при талибах, которая переодевается в мужскую одежду, чтобы устроиться на работу, так как все родственники мужского пола погибли, а без мужчины-опекуна они не могут заработать. 
Эта же тема присутствует в полнометражном мультфильме 2017 года «Добытчица».
Также о бача-пош в 2012 году снят фильм «Bacha Posh: You will be a boy, my daughter», режиссёр Стефани Лебрюн (фр. Stéphanie Lebrun).